# 1-acilglicerolo-3-fosfato O-aciltransferasi
La 1-acilglicerolo-3-fosfato O-aciltransferasi è un enzima appartenente alla classe delle transferasi, che catalizza la seguente reazione:
acil-CoA + 1-acil-sn-glicerolo 3-fosfato ⇄ CoA + 1,2-diacil-sn-glicerolo 3-fosfato
La donazione di acili può anche provenire da una proteina trasportante acili. L'enzima degli animali è specifico per il trasferimento di gruppi di acili grassi insaturi.